# 5. korpus (Pakistan)
5. korpus je operativni korpus Pakistanske kopenske vojske.

## Zgodovina
Korpus je bil ustanovljen leta 1975 kot poveljstvo vseh pakistanskih enot v Sindhu in nekaterih predelih južnega Punjaba in vzhodnega Baločistana.

## Organizacija
- Poveljstvo
- 16. pehotna divizija
- 18. pehotna divizija
- 25. mehanizirana divizija
- 31. mehanizirana brigada
- 2. oklepna brigada
- Samostojna oklepna brigada
- Samostojna artilerijska brigada